# خولیو گومز گونزالس
خولیو گومز گونزالس (پرتغالی: Julio Gómez González؛ زادهٔ ۱۳ اوت ۱۹۹۴) فوتبالیست اهل مکزیک است.
از باشگاه‌هایی که در آن بازی کرده‌است می‌توان به باشگاه فوتبال پاچوکا و باشگاه فوتبال گوادالاخارا اشاره کرد.